# هنري بيكيرينغ بوديتش
هنري بيكرينغ بوديتش (بالإنجليزية: Henry Pickering Bowditch)‏ (4 أبريل 1840 - 13 مارس 1911) كان جنديا أمريكيا، وطبيبا، وعالم فيزيولوجي، وعميد (أكاديمية) مدرسة طب هارفارد. بعد مدرسه كارل لودفيغ، روج لتدريب الممارسين الطبيين في سياق البحوث الفسيولوجية. وقد امتد مهنته التعليمية في جامعة هارفارد منذ 35 عاما.

## حياته
ولد هنري بوديتش لعائلة ماساتشوستس بوديتش، كان عالم الرياضيات اثانيل بوديتش، جده، وعالم الآثار تشارلز بيكرينغ بوديتش، شقيقه. ولد في بوسطن، ماساتشوستس لجوناثان انجرسول بوديتش ولوسي أورن نيكولز بوديتش. في عام 1861، تخرج من كلية هارفارد، ثم دخل مدرسة لورانس العلمية في كلية هارفارد. توقفت دراساته هناك من قبل خدمته لجيش الاتحاد في الحرب الأهلية الأمريكية، حيث ارتفع إلى رائد (رتبة عسكرية) في فرسان ماساتشوستس الخامسة.
بعد التخرج من كلية الطب بجامعة هارفارد في عام 1868، ذهب إلى باريس للدراسة مع كلود برنارد. في مختبر بيرنارد عمل جنبا إلى جنب مع لويس أنطوان رانفييه، المعروف في وقت لاحق لعلم الأعصاب، وإتيان جولز ماري الذي روج استخدام التصوير الفوتوغرافي لالتقاط الديناميات الفسيولوجية. وفقا لمدرسة والتر كانون، عندما كان في باريس، انضم بوديتش مع زملائه بوسطن جون كولينز وارن الابن، ويليام جيمس، وتشارلز ايمرسون لأطراف الصيد الضفدع. واصل بوديتش دراساته الأوروبية في بون مع ويلهلم كوني وماكس شولتز. في نهاية المطاف ذهب إلى لايبزيغ حيث كارل لودفيغ كان يجري البرنامج الذي يحاكي برنامج جامعة هارفارد. دراساته في لايبزيغ جلبت له اتصال مع راي لانكستر، أنجيلو موسو، هوغو كرونيكر وكارل فون فويت.

## عمله
عين بوديتش أستاذا مساعدا في علم وظائف الأعضاء في جامعة هارفارد في عام 1871. بينما كان لا يزال في ألمانيا، وقال انه اشترى المواد الأوروبية لدعم برنامج التدريب الذي خطط له. في 9 سبتمبر 1871، قبل أيام فقط من الإبحار لبوسطن، تزوج سيلما نوث من لايبزيغ. بدأ مختبر بوديتش في هارفارد، أول مختبر فسيولوجي في الولايات المتحدة.
في 1875-1876، أسس بوديتش، ويليام جيمس، تشارلز بيكرينغ بوتنام، وجيمس جاكسون بوتنام مخيم بوتنام في سانت هوبرتس، كين (نيويورك)، مقاطعة إيسيكس (نيويورك).
كانت مهنة بوديتش في جامعة هارفارد موازية لمهنة ويليام جيمس التي وضعت برنامجه لـ علم النفس التجريبي في عام 1875. يمثل بوديتش وجيمس التعليم الجديد الذي تبناه تشارلز ويليام إليوت، رئيس جامعة هارفارد. في عام 1876 تمت ترقية بوديتش إلى أستاذ. في عام 1887 شارك في تأسيس وكان أول رئيس للجمعية الفسيولوجية الأمريكية. في جامعة هارفارد، انتقل إلى منصب عميد كلية الطب، خدم من 1883 إلى 1893. وفي عام 1903 تم تكريمه مع كرسي جورج هيغنسون. بعد 35 عاما من التدريس في جامعة هارفارد، تقاعد في عام 1906، وتوفي في جامايكا بلينز، ماساتشوستس في عام 1913. وشمل تلاميذه والتر كانون، تشارلز سادجويك مينوت وغرانفيل ستانلي هال.
قدم مانفريد بوديتش، ابن هنري، وصفا شخصيا لأبيه. أجرى بوديتش الكثير من التجارب في كوخ في مخيم أديرونداك على رأس وادي كين (نيويورك) الذي تحمل اسمه. هناك، مع ورشة عمل مجهزة تجهيزا جيدا شهد ابن كبير «الابتكار والمهارات اليدوية» تطبيق في مختبر علم وظائف الأعضاء.
حصل بوديتش على درجات فخرية من خمس جامعات: كامبريدج، ادنبره، تورونتو، بنسلفانيا، وهارفارد. منذ عام 1956 اختارت الجمعية الفسيولوجية الأمريكية فيزيولوجي متميز لتقديم «هنري بيكيرينغ بوديتش جائزة المحاضرة».

## أبحاثه
كان هنري بيكيرينغ بوديتش معروفا بعمله الفسيولوجي على تقلص القلب والركبة. كما طور اهتماما بالقياس البشري، وأظهر أن عوامل التغذية والبيئة تسهم في التطور الفسيولوجي. يمكن أن ينظر إلي بوديتش على أنه صلة بين إنتيريور وكلود برنار، معلمه.

## وصلات خارجية
- هنري بيكيرينغ بوديتش على موقع الموسوعة البريطانية (الإنجليزية)
- أعمال أو نبذة عن هنري بيكيرينغ بوديتش على أرشيف الإنترنت